# Spirochaeta
Spirochaeta  es un género que representa un grupo de bacterias de vida libre con forma helicoidal, no patogénicas, de metabolismo fermentativo y anaerobias obligadas o facultativas.

## Generalidades
A pesar de que son tan exigentes que cuesta cultivarlas en laboratorio, se han obtenido cepas aisladas de diferentes variedades tanto en aguas dulces como en marinas.
Las especies extremófilas incluyen anaeróbios termófilos aislados de fuentes termales de Nueva Zelanda, la termófila moderada Spirochaeta caldaria encontrada en tapetes de cianobacterias en Utah y Oregón, y la termófila extrema Spirochaeta thermophila  encontrada en áreas marinas de la isla de Shiaskotan en Rusia. Existen también especies alcalófilas como S.alkalica, S.africana y S.asiatica aisladas del Lago Magadi en Kenia y de los sedimentos de los lodos azufrados del Lago Khatyn en Siberia (Hoover et al, 2003).
Además, en estudios independientes se ha revelado la presencia de especies de este género en entornos como bioreactores anaeróbicos y el tracto digestivo de termitas (Drone et al, 2003). Un gran número de miembros del género habitan entornos extremos respecto a temperatura, salinidad y presión. Estos microorganismos podrían por lo tanto albergar enzimas con potencial para aplicaciones biotecnológicas (Leschine et al, 2006). 

## Estructura genómica
Actualmente la secuenciación exacta y entera del genoma de cualquier miembro del género Spirochaeta todavía no se ha conseguido,sin embargo se conoce el tamaño del genoma de tres especies del mismo: 
Spirochaeta asiatica: 2.1 Mb, Spirochaeta alkalica: 2.7 Mb, Spirochaeta africana: 2.5 Mb
Mediante HPCL (High Performance Liquid Cromathography o Cromatografía líquida de alta eficacia) se encontró que el DNA de las especies de Spirochaeta tiene un contenido G+C que ronda desde el 51-65% en moles (Wang et al)

## Estructura celular, metabolismo y ciclo de vida
La morfología y estructura general del género Spirochaete y de otras espiroquetas es única entre los procariotas, las células de este género tienen forma helicoidal alargada(0,2-0,75 μm X 5-250 μm) y en condiciones desfavorables adquieren morfología abombada (0,5 μm x 2 μm).
Del interior al exterior celular, se componen de una membrana externa, filamentos axiales, también llamados endoflagelos (pues son ultraestructuralmente similares a flagelos bacterianos,pero se incluyen dentro de la célula en sí) y un cilindro protoplásmico. La membrana externa rodea todas las estructuras incluyendo los filamentos axiales y el cilindro protoplásmico.

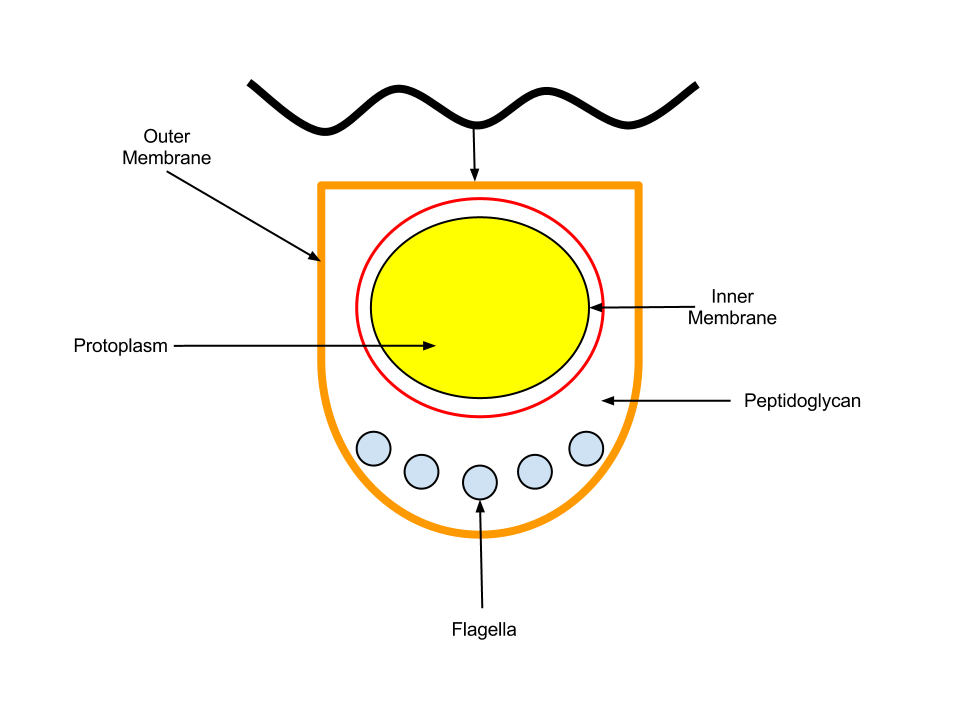
Sección transversa de una célula de espiroqueta

El cilindro protoplásmico es el cuerpo celular del organismo. Está enrollado y se compone (más de exterior a más interior) de membrana interna + capa de peptidoglucano, citoplasma y nucleoide. 
Los filamentos axiales son usualmente llamados flagelos periplásmicos, pero también son conocidos como fibras periplásmicas, fibras axiales o endoflagelos.
Las células de este género tienen normalmente dos fibras axiales que parten cada una de un extremo de la célula, cada fibra axial recorre más de la mitad de la longitud de la célula, así que hacia cierta región se superponen ambas fibras,formando una estructura 1-2-1,esto quiere decir que mirando la célula de derecha a izquierda se observa primero un solo flagelo que parte de su extremo, después dos flagelos superpuestos y luego se observa solo uno hacia el final de la célula. Las fibras axiales se encuentran entre la membrana externa y el cilindro protoplásmico.
Como se mencionó anteriormente, todas las especies del género Spirochaeta tienen dos flagelos periplásmicos excepto la especie Spirochaeta plicatilis
En cuanto a su metabolismo, las especies de este género son bacterias o bien anaerobias facultativas o bien anaerobias estrictas y quimiooganótrofas heterótrofas, es decir,que usan carbohidratos como fuente de carbono y energía.
Bajo condiciones anaerobias todas las especies del género fermentan carbohidratos dando lugar a la formación de acetato, etanol, CO2 e H2 como productos finales mayoritarios,además,todas las especies que se han podido aislar utilizan la ruta de Embden-Meyerhof para la catabolisis de la glucosa y formación de piruvato (glucólisis).
Las especies anaeróbicas facultativas, bajo condiciones aerobias de crecimiento(como Spirochaeta caldaria), suelen producir pigmentos carotenoides que dan a las colonias colores rojizos o anaranjados, y pueden oxidar carbohidratos rindiendo CO2 y acetato.
La especie marina Spirochaeta isovalerica fermenta L-valina, L-isoleucina y L-leucina generando ATP pero no usa estos aminoácidos como fuente de carbono y energía para crecer.
Debido a su forma de metabolismo, las bacterias de este género son responsables de la descomposición de polisacáridos en muchos ambientes acuáticos

## Ecología y aplicaciones
Las especies del género Spirochaeta son de vida libre y habitan de forma común de gran variedad de ambientes acuáticos, tales como los sedimentos y lodos de estanques, pantanos y el agua de lagos, ríos y océanos.Las células se mueven cuando están suspendidas en líquidos,mientras que cuando se encuentran sobre superficies sólidas reptan o se arrastran. 
En estos entornos, son capaces de competir con otros microorganismos por los nutrientes disponibles pues muestran gran movilidad.
La movilidad única de espiroquetas es debida a la forma helicoidal de las células y el posicionamiento polar de los filamentos axiales. También son capaces de moverse a través de entornos de alta viscosidad, mientras que las bacterias con flagelos en sí, no pueden.
Su temperatura óptima de crecimiento varía de 25 a 40 Cº
- Datos: Q7578174
- Multimedia: Spirochaeta / Q7578174
- Especies: Spirochaeta